# Чхой Кьон Хі
Чхой Кьон Хі (25 лютого 1966) — південнокорейська баскетболістка.
Срібна призерка Олімпійських Ігор 1988 року, учасниця 1984 року.
Переможниця Азійських ігор 1990 року, срібна призерка 1986 року.
Чемпіонка Азії 1984, 1988 років, срібна призерка 1986, 1990 років.